# Фельдкирх (хоккейный клуб)
«Фельдкирх» (нем. VEU Feldkirch) — австрийский хоккейный клуб из города Фельдкирх.

## История
В 1967 году, победив во втором по значимости дивизионе, дебютировал в высшей лиге страны. 9 раз становился чемпионом Австрии (1981/82, 1982/83, 1983/84, 1989/90, 1993/94, 1994/95, 1995/96, 1996/97, 1997/98), 4 раза побеждал в Альпенлиге (1995/96, 1996/97, 1997/98, 1998/99).
Самый большой успех — победа в сезоне 1997/1998 в Евролиге. «Финал четырёх» проходил на домашней арене клуба Форарльбергхалле. В финальном матче клуб со счётом 5:3 победил московское «Динамо». В 2000 году клуб, тогда носивший название «Самина», потерпел банкротство и потерял место в высшем дивизионе.  Затем он был воссоздан; позже выступал преимущественно во втором по значимости дивизионе Австрии (Eishockey-Nationalliga), где одержал три победы (2002, 2007, 2011); в высшем дивизионе провёл ещё два сезона (2002/03, 2003/04). С 2012 года — в австрийско-словенской Интернациональной лиге.

## Известные воспитанники и игроки
- Хайнцле, Карл — австрийский хоккеист, защитник, участник зимних Олимпийских игр 1994 года.